# Viennotaleyrodes bergerardi
Viennotaleyrodes bergerardi es un hemíptero de la familia Aleyrodidae, subfamilia Aleyrodinae.
Fue descrita científicamente por primera vez por Cohic en 1966.